# Yves Allegro
Yves Allegro (nacido el 24 de agosto de 1978 en Grône) es un extenista profesional retirado originario de Suiza. Es un especialista en dobles.

## Títulos (3; 0+3)

### Dobles (3)
| Leyenda                |
| Grand Slam (0)         |
| Tennis Masters Cup (0) |
| ATP Masters Series (0) |
| ATP Tour (3)           |

| N.º | Fecha                 | Torneo   | Superficie | Pareja           | Oponentes en la final         | Resultado      |
| --- | --------------------- | -------- | ---------- | ---------------- | ----------------------------- | -------------- |
| 1.  | 12 de octubre de 2003 | Viena    | Dura       | Roger Federer    | Mahesh Bhupathi Max Mirnyi    | 7-6(7) 7-5     |
| 2.  | 16 de enero de 2005   | Auckland | Dura       | Michael Kohlmann | Simon Aspelin Todd Perry      | 6-4 7-6(4)     |
| 3.  | 12 de junio de 2005   | Halle    | Césped     | Roger Federer    | Joachim Johansson Marat Safin | 7-5 6-7(6) 6-3 |

### Finalista en Dobles (7)
- 2004: Bangkok (con Roger Federer)
- 2004: Casablanca(con Michael Kohlmann)
- 2004: Long Island (con Michael Kohlmann)
- 2005: San José(con Michael Kohlmann)
- 2006: Stuttgart (con Robert Lindstedt)
- 2007: Valencia (con Sebastián Prieto)
- 2008: Marsella (con Jeff Coetzee)